# Супербоул XXXI
Супербоул XXXI (англ. Super Bowl XXXI) — 31 гра Супербоула, матчу Американської Футбольної Конференції (АФК) і Національної Футбольної Конференції (НФК).
Гра відбулася 26 січня 1997 року, на стадіоні «Луїзіана Супердом». У матчі грали «Грін Бей Пекерз» від НФК і «Нью-Інгленд Петріотс» від АФК. «Грін-Бей» переміг з рахунком 35:21. У США матч транслював FOX.

## Хід матчу

### Перша половина
Грін-Бей відкрив рахунок тачдауном, потім вони забили філд-гол. «Нью-Інгленд» відповів двома тачдаунами. Рахунок до кінця першої чверті був 14:10 на користь «Петріотс».
На початку другої чверті, «Грін-Бей» оформив тачдаун, а в середині забив філд-гол.
3а хвилину до перерви, «Пекерс» занесли тачдаун. До перерви рахунок був 27:14 на користь «Грін-Бей».

### Друга половина
Початок третьої чверті був без очок. Лише за три з половиною хвилини, Петріотс оформив тачдаун. 99-ярдове повернення кік-офа в тачдаун, від «Грін-Бей» встановив, як виявилося, фінальний рахунок матчу, 35:21 перемога «Грін-Бей».
|                            | 1  | 2  | 3 | 4 | ФІНАЛ |
| -------------------------- | -- | -- | - | - | ----- |
| Грін-Бей Пекерс (НФК)      | 10 | 17 | 8 | 0 | 35    |
| Нью-Інгленд Петріотс (АФК) | 14 | 0  | 7 | 0 | 21    |